# Charlotte von Kalb
Charlotte von Kalb (född Marschalk von Ostheim), född 25 juli 1761, död 12 maj 1843, var en tysk författare.
Kalb sökte sig i tröst över ett olyckligt äktenskap till svärmerier för ett flertal berömda diktare som Friedrich Schiller, Friedrich Hölderlin och Jean Paul, med vilka hon förde en livlig brevväxling. Drabbad av svåra husliga olyckor, framlevde hon sina sista 40 år i fattigdom. Hennes med dikter och aforismen uppblandade levnadsminnen, Charlotte, utgavs 1879 av Emil Palleske och avslöjar ett säreget romantiskt kvinnoöde.